# 2010년 아시안 게임 댄스스포츠
2010년 아시안 게임 댄스스포츠는 2010년 아시안 게임의 경기 종목이다. 2010년 11월 13일부터 14일까지 10개 세부 종목으로 진행되었다.

## 경기장
| 도시   | 경기장      | 원어명     | 로마자              | 수용 인원 | 경기    | 주석  |
| ------ | ----------- | ---------- | ------------------- | --------- | ------- | ----- |
| 광저우 | 쩡청 체육관 | 增城体育馆 | Zengcheng Gymnasium | 2,300     | 전 경기 | [ 1 ] |

## 메달 집계
| 순위 | 국가           | 금메달 | 은메달 | 동메달 | 합계 |
| ---- | -------------- | ------ | ------ | ------ | ---- |
| 1    | 중화인민공화국 | 10     | 0      | 0      | 10   |
| 2    | 대한민국       | 0      | 7      | 3      | 10   |
| 3    | 일본           | 0      | 3      | 4      | 7    |
| 4    | 필리핀         | 0      | 0      | 2      | 2    |
| 5    | 카자흐스탄     | 0      | 0      | 1      | 1    |
| 합계 | 합계           | 10     | 10     | 10     | 30   |

## 메달리스트
| 종목                  | 금                           | 은                                         | 동                                                       |
| --------------------- | ---------------------------- | ------------------------------------------ | -------------------------------------------------------- |
| 스탠다드 5종목 자세히 | 양차오 & 탄이링 중국 (CHN)   | 조상효 & 이세희 대한민국 (KOR)             | 티무르 나마즈바예프 & 아만다 바트칼로바 카자흐스탄 (KAZ) |
| 왈츠 자세히           | 셴홍 & 량유졔 중국 (CHN)     | 마사유키 이시하라 & 아야미 쿠보 일본 (JPN) | 조상효 & 이세희 대한민국 (KOR)                           |
| 탱고 자세히           | 셴홍 & 량유졔 중국 (CHN)     | 남상웅 & 송이나 대한민국 (KOR)             | 미나토 고지마 & 메구미 모리타 일본 (JPN)                 |
| 슬로폭스트로트 자세히 | 우 지안 & 레이잉 중국 (CHN)  | 남상웅 & 송이나 대한민국 (KOR)             | 츠요키 느키나 & 마리코 시바하라 일본 (JPN)               |
| 퀵스텝 자세히         | 양차오 & 탄이링 중국 (CHN)   | 마사유키 이시하라 & 아야미 쿠보 일본 (JPN) | 이상민 & 김혜인 대한민국 (KOR)                           |
| 라틴 5종목 자세히     | 시레이 & 장바이유 중국 (CHN) | 유미야 쿠보타 & 라라 쿠보타 일본 (JPN)     | 김대동 & 유해숙 대한민국 (KOR)                           |
| 삼바 자세히           | 왕웨이 & 천진 중국 (CHN)     | 장세진 & 이해인 대한민국 (KOR)             | 마사타니 쓰네키 & 사이토 메구미 일본 (JPN)               |
| 차차차 자세히         | 스레이 & 장바이위 중국 (CHN) | 김도현 & 박수묘 대한민국 (KOR)             | 로니 베르가라 & 찰레아 라가라스 필리핀 (PHI)             |
| 파소도블레 자세히     | 왕웨이 & 천진 중국 (CHN)     | 장세진 & 이해인 대한민국 (KOR)             | 로니 베르가라 & 찰레아 라가라스 필리핀 (PHI)             |
| 자이브 자세히         | 판원보 & 천스야오 중국 (CHN) | 김도현 & 박수묘 대한민국 (KOR)             | 유미야 쿠보타 & 라라 쿠보타 일본 (JPN)                   |